# Toiana venosella
Toiana venosella är en fjärilsart som beskrevs av Walker 1866. Toiana venosella ingår i släktet Toiana och familjen spinnmalar. Inga underarter finns listade i Catalogue of Life.